# دیملر ۲۵۰

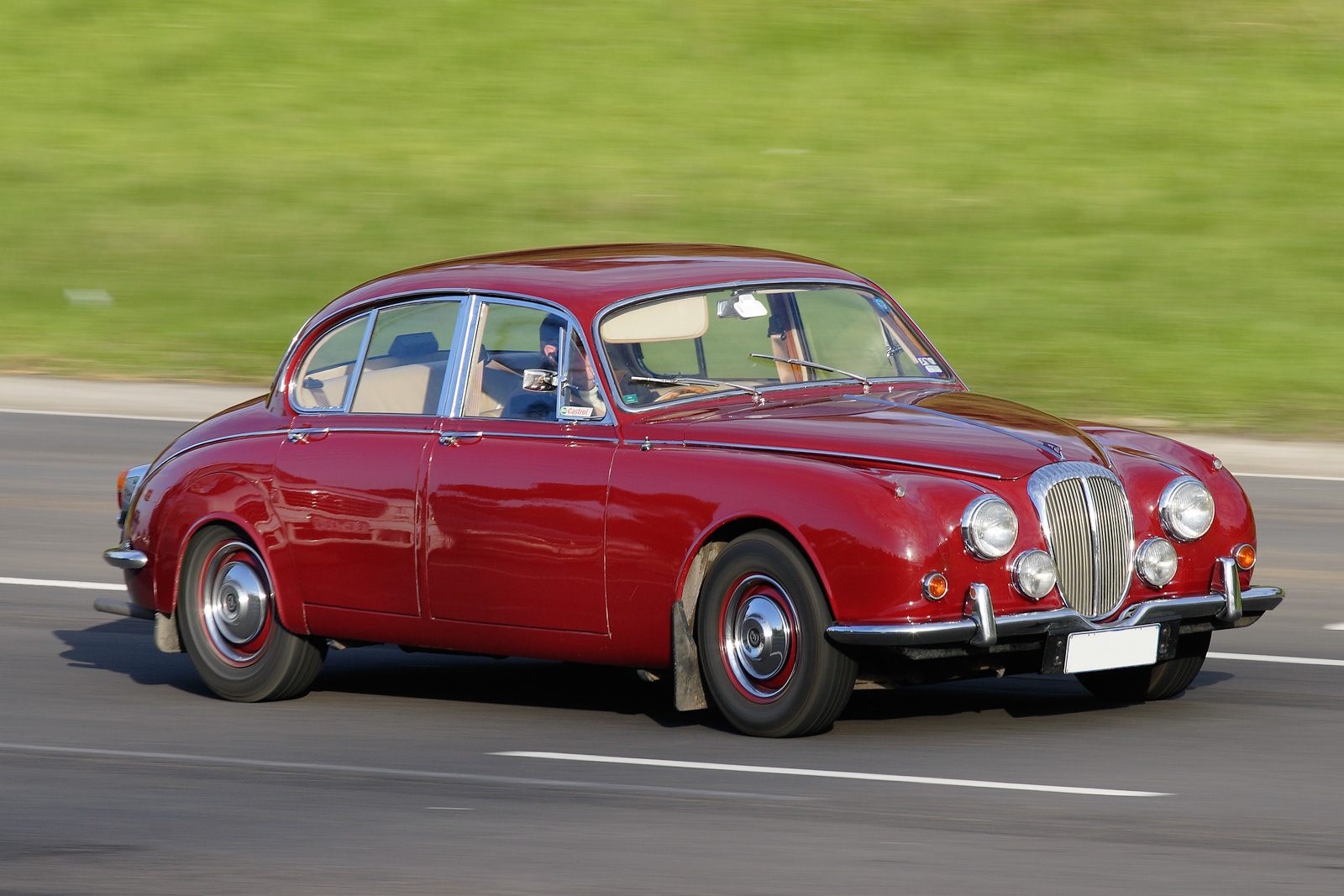

دیملر ۲۵۰ (Daimler 250) خودرویی است که در سال‌های ۱۹۶۲ تا ۱۹۶۷ (۲.۵ تا V۸)۱۹۶۷–۱۹۶۹ (V۸-۲۵۰)در کاونتری تولید شده‌است. طراحی آن خودروهای موتور جلو-محور عقب بوده طول آن در حالت طبیعی ۴٬۵۷۰ میلیمتر (۱۷۹٫۹ اینچ) و عرض آن در حالت طبیعی ۱٬۶۷۰ میلیمتر (۶۵٫۷ اینچ) است. سیستم جعبه‌دندهٔ آن ۴ دنده به دو صورت خودکار و دستی است.